# Horse-Race-Berichterstattung
Horse-Race-Berichterstattung, aus dem Amerikanischen horse race journalism (zu deutsch etwa Pferderennen-Journalismus), bezeichnet eine journalistische Berichterstattungsform, die den Wettbewerbs- und Konfrontationscharakter von Politik in den Vordergrund stellt. Vor allem in Wahlkampfzeiten wird demnach über die politische Auseinandersetzung in Form eines Pferderennens oder Spielschemas berichtet. Das von Journalisten verwendete Vokabular ist der Sportberichterstattung entlehnt. Beispiele hierfür sind unter anderem: Partei A und Partei B liefern sich ein Kopf-an-Kopf-Rennen; Partei A wieder vorn; Partei B mit großem Vorsprung; etc.

## Verwendung von Umfragen
Kennzeichnend für die Horse-Race-Berichterstattung ist die häufige Verwendung von Umfrageergebnissen. Mit ihrer Hilfe lässt sich der Wahlkampf als spannender Verlauf von Stimmungswechseln darstellen und der (Miss-)Erfolg von Kampagnenaktivitäten vermeintlich direkt anhand einer repräsentativen Bevölkerungsmeinung messen. Die Vorteile von Umfragen liegen gemäß der Nachrichtenwerttheorie in folgenden Nachrichtenfaktoren: Umfragen sind aktuell, haben einen Bezug zu prominenten Statuspersonen, stellen die politische Konfrontation in den Mittelpunkt und bieten Überraschungspotential.

## Belege für einen Anstieg der Horse-Race-Berichterstattung
Empirisch nachgewiesen ist ein Anstieg der Horse-Race-Berichterstattung in westlichen, mediengeprägten Demokratien durch zahlreiche Studien. In den USA wurde diese Berichterstattungsform in den 1970er Jahren zuerst beobachtet und innerhalb der Medien- und Politikwissenschaft thematisiert. In Deutschland untersuchen besonders Frank Brettschneider die Häufigkeit der Umfrageberichterstattung und Rüdiger Schmitt-Beck deren potentielle Wirkungen auf die Rezipienten und Wähler.
Dabei hat Brettschneider einen Anstieg der Umfragethematisierung in der deutschen Qualitätspresse im Zeitraum zwischen 1980 und 2002 um das Zehnfache festgestellt. Außerdem werde über Umfragen in den Medien vermehrt berichtet, wenn alle Prognosen für einen knappen Wahlausgang sprächen. Dann scheinen Umfragen einen hohen Informationswert für die Rezipienten zu haben. Im bundesdeutschen Wahlsystem mit der Fünf-Prozent-Hürde gibt es zudem ein besonderes Interesse an Umfragen, wenn nicht klar ist, ob eine oder mehrere der kleinen Parteien diese Hürde überwinden können.

## Kritik an der Horse-Race-Berichterstattung
Aus demokratietheoretischer Sicht wird vor allem bemängelt, dass die journalistische Fokussierung auf den Rennverlauf im Wahlkampf zu einer Verdrängung von inhaltlichen Sachthemen führt. Da der Veröffentlichungsraum eines Mediums in der Regel begrenzt ist, bleibt dann zur Auseinandersetzung mit Programmvorschlägen und inhaltlichen Differenzen zwischen den Positionen der Parteien in einzelnen Politikfeldern kein Raum mehr. 
Neben dieser Substanzreduzierungshypothese weisen einige Kritiker der Horse-Race-Berichterstattung auf die Gefahr hin, dass in der Folge das politische Wissen der allgemeinen Bevölkerung abnimmt und der Wahlkampf nicht mehr als politisches, sondern als Unterhaltungsangebot wahrgenommen wird. Bei einigen Wählern könnte die Betonung des Wettkampfcharakters im schlimmsten Fall zu einer steigenden Politikverdrossenheit führen.
Bezüglich der häufigen Verwendung von Umfragedaten wird vor allem deren formale und inhaltliche Qualität kritisiert. Umfragen würden nicht methodisch ausführlich genug dargestellt. Beispielsweise wird nur in seltensten Fällen auf die statistische Fehlermarge verwiesen, so dass der Eindruck entstehen könne, Umfragen spiegelten die reale Meinungsverteilung im Land eins zu eins wider.